# Grupo Desportivo Águias do Moradal
El GD Águias do Moradal es un equipo de fútbol de Portugal que juega en la Primera División de Castelo Branco, la cuarta categoría de fútbol en el país.

## Historia
Fue fundado en el año 1978 en la ciudad de Estreito en el consejo de Oleiros pasando toda su historia como un club amateur que no ha llegado a jugar ni siquiera en la Liga de Honra ni tampoco han participado en la Copa de Portugal ni en la Copa de la Liga de Portugal.
Participaron en la desaparecida Tercera División de Portugal en un par de temporadas, aunque en todas ellas siempre quedaron en los últimos lugares de la liga.

## Palmarés
- Primera División de Castelo Branco: 1

2014/15